# Richmond Castle
Richmond Castle är ett slott i Storbritannien.   Det ligger i grevskapet North Yorkshire och riksdelen England, i den centrala delen av landet, 300 km norr om huvudstaden London. Richmond Castle ligger 128 meter över havet.
Terrängen runt Richmond Castle är platt åt sydost, men åt nordväst är den kuperad. Terrängen runt Richmond Castle sluttar brant österut. Runt Richmond Castle är det ganska glesbefolkat, med 40 invånare per kvadratkilometer. Närmaste större samhälle är Darlington, 18,2 km nordost om Richmond Castle. Trakten runt Richmond Castle består till största delen av jordbruksmark.